# ینگیجه (صحنه)
ینگیجه (صحنه)، روستایی از توابع بخش دینور شهرستان صحنه در استان کرمانشاه ایران است.

## جمعیت
این روستا در دهستان دینور قرار دارد و براساس سرشماری مرکز آمار ایران در سال ۱۳۹۵ جمعیت آن ۲۱۶ نفر (۶۶ خانوار) بوده‌ است.